# لودوفيكو أريوستو
لودوفيكو أريوستو (8 سبتمبر 1474 - 6 يوليو 1533) شاعر إيطالي. اشتهر بوصفه صاحب ملحمة أورلاندو فوريوسو الرومانسية (1516). القصيدة و هي استمرار لأورلاندو إناموراتو لماتيو ماريا بوياردو و يصف مغامرات شارلمان و أورلاندو و الفرنجيين خلال معاركهم ضد المسلمين مع تفرعات تسفر عن مؤامرات كثيرة.

## روابط خارجية
- لودوفيكو أريوستو على موقع IMDb (الإنجليزية)
- لودوفيكو أريوستو على موقع الموسوعة البريطانية (الإنجليزية)
- لودوفيكو أريوستو على موقع ميوزك برينز (الإنجليزية)
- لودوفيكو أريوستو على موقع إن إن دي بي (الإنجليزية)
- لودوفيكو أريوستو على موقع ديسكوغز (الإنجليزية)
- لودوفيكو أريوستو على موقع قاعدة بيانات الفيلم (الإنجليزية)